# كولن سايمور
كولن سايمور (بالإنجليزية: Colin Seymour)‏ هو مجدف بريطاني، ولد في 27 أكتوبر 1953.

## وصلات خارجية
- كولن سايمور على موقع الاتحاد الدولي للتجديف (الإنجليزية)
- كولن سايمور على موقع اللجنة الأولمبية الدولية (الإنجليزية)
- كولن سايمور على موقع أوليمبيديا (الإنجليزية)
- كولن سايمور على موقع اللجنة الأولمبية البريطانية (الإنجليزية)